# Vice-président de la Guinée-Bissau
Le vice-président de la Guinée-Bissau ( portugais : Vice-presidente da Guiné-Bissau) est un ancien poste politique en Guinée-Bissau. Le poste a été créé en septembre 1973 et aboli en décembre 1991.
Voici une liste des titulaires de charge :
| Nom (Naissance–Décès)     | Nom (Naissance–Décès)            | Portrait        | Mandat          | Mandat          | Parti           | Président            | Remarques       |
| Vice-présidents           | Vice-présidents                  | Vice-présidents | Vice-présidents | Vice-présidents | Vice-présidents | Vice-présidents      | Vice-présidents |
| ------------------------- | -------------------------------- | --------------- | --------------- | --------------- | --------------- | -------------------- | --------------- |
|                           | Umaru Djalo (–)                  |                 | Septembre 1973  | novembre 1980   | PAIGC           | Luis Cabral          | ,               |
|                           | Joao Bernardo Vieira (1939–2009) |                 | Mars 1977       | novembre 1980   | PAIGC           | Luis Cabral          |                 |
|                           | Victor Saude Maria (1939–1999)   |                 | novembre 1980   | Mars 1984       | PAIGC           | Joao Bernardo Vieira | [ 3 ]           |
| Premiers vice-présidents  |                                  |                 |                 |                 |                 |                      |                 |
|                           | Paulo Corréia (–)                |                 | mai 1984        | novembre 1985   | PAIGC           | Joao Bernardo Vieira | [ 4 ]           |
|                           | Iafai Camara (–)                 |                 | novembre 1985   | Décembre 1991   | PAIGC           | Joao Bernardo Vieira | [ 5 ]           |
| Deuxièmes vice-présidents |                                  |                 |                 |                 |                 |                      |                 |
|                           | Iafai Camara (–)                 |                 | mai 1984        | novembre 1985   | PAIGC           | João Bernardo Vieira | [ 4 ]           |
|                           | Vasco Cabral (1926–2005)         |                 | juin 1989       | Décembre 1991   | PAIGC           | João Bernardo Vieira | [ 5 ]           |